# The Battle Cats
«The Battle Cats» (укр. Бойові коти) — це безкоштовна гра жанру стратегія, розроблена корпорацією PONOS для мобільних пристроїв iOS та Android, яка вперше з'явилася в Японії під назвою Nyanko Daisensou (що означає «Велика війна Н'янко»). The Battle Cats вперше з'явилися в японському iOS App Store у листопаді 2011 року під назвою «Battle Nekos», а підтримка Android з'явилася у грудні того ж року. Гра набула величезної популярності в Японії та Кореї, а англійська версія ненадовго з'явилася в англомовних магазинах iTunes/Google Play у 2012 р. Однак пізніше її було видалено як у магазинах Google Play, так і в App Store. Покращена версія цієї гри була пізніше випущена 17 вересня 2014 р. Випуск для ПК був доступний для завантаження до кінця 2018 року, після чого корпорація PONOS припинила його підтримку.

## Ігровий процес
Battle Cats — це стратегія, де гравець вибирає команду котів з різною кількістю статистичних даних, щоб захистити базу(Cat Base) та протистояти ворогам. Ігровий процес передбачає відправлення широкого списку персонажів на двовимірне поле бою для захисту бази, оснащеної гарматою (Cat Cannon). За замовчуванням — це лазерна гармата, але її можна покращувати для отримання різних ефектів, таких як заморожування, уповільнення, відбиття, руйнування бар'єрів та інших, з використанням матеріалів, зібраних з Stories of Legends (SoL).
Існує також багато видів ворогів, таких як червоні, чорні, металеві, зомбі, інопланетяни, летючі та релікти. Ці ворожі типи також мають котів, які можуть їм протистояти.
«Бойові коти» містять 3 основні історії для гри: Імперія котів (EoC), Into the Future (ItF) та Коти космосу (CotC). Кожна основна історія містить 3 розділи. Крім того, гра містить дві окремі локації: «Етапи легенд» і «Доджо». Етапи «Легенди» містять кілька етапів, заповнених новими ворогами, і деякі спеціальні етапи подій, тоді як Доджо являє собою залу, де можна перевірити, скільки ворогів можна вбити за певний проміжок часу.
Етапи легенд також поділяються на дві історії: Stories of Legend (SoL) та Uncanny Legends (UL), причому остання розблоковується після завершення першої. Існує також додаткова категорія для запланованих та загальних етапів подій та інша категорія для етапів співпраці. Історії Легенд відбуваються в одному вимірі з трьома попередніми Історіями.